# 葛西優奈
葛西 優奈（かさい ゆうな、2004年2月4日 - ）は、日本のノルディック複合、スキージャンプ選手である。東海大学付属札幌高等学校を経て早稲田大学所属。吉泉賀子は叔母（父の妹）。葛西春香は双子の妹。なお、スキージャンプ選手の葛西紀明と血縁関係はない。

## 来歴

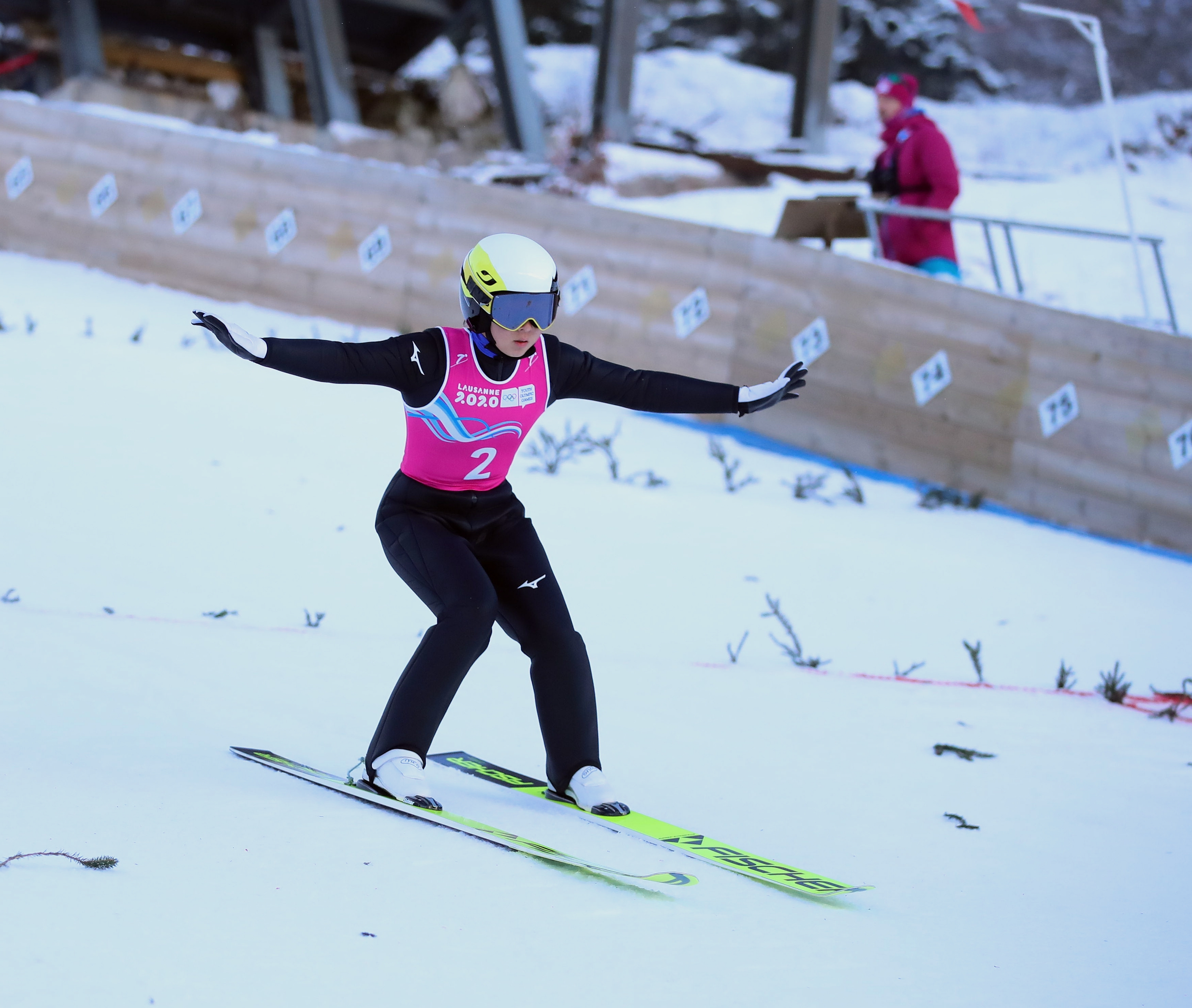
2020年1月 スイス ローザンヌ

2004年2月4日に北海道札幌市に生まれた。札幌ジャンプ少年団に所属した。
2018年3月末、14歳の時、名寄市で開催された第96回全⽇本スキー選⼿権大会に出場し、ノルディック複合5キロで4位となり、3位と約38秒差でメダルを逃した。翌年、長野県白馬村では宮﨑彩音に次ぐ2位で国内初のメダル獲得を果たした。
札幌市立西野中学校を卒業後、東海大学付属札幌高等学校に所属する。
2020年、ローザンヌで開催された冬季ユースオリンピックのスキージャンプ個人では、6位を獲得した。
2021年、ラハティで開催されたノルディックスキージュニア世界選手権のノルディック複合個人では、4位を獲得した。同年11月、オテパーで開催されたノルディック複合・ワールドカップのノルディック複合団体混合では3位を獲得し、12月に同大会ラムサウのノルディック複合個人でも3位を獲得した。
2022年、ヴァル・ディ・フィエンメで開催されたノルディック複合・ワールドカップのノルディック複合個人及び団体混合では、4位を獲得した。
2023年、妹春香とともに早稲田大学へ進学。
2025年2月9日、2024-25ノルディック複合女子ワールドカップシリーズではマススタート方式で開催された第10戦（エストニア・オテパー自治区）に於いて前半のクロスカントリーで5位につけ、後半のノーマルヒルジャンプで93.5mを飛び、合計99.9点で逆転して1位となり、日本女子選手として初となるワールドカップ優勝を達成、また妹の春香も2位に入ってこちらも日本女子として初となる同大会姉妹ワンツー・フィニッシュとなる壮挙を成し遂げた。
2月27日、2025年ノルディックスキー世界選手権の女子マススタートで金メダルを獲得。

## 統計

### ワールドカップ個人総合
| シーズン | 順位 | ポイント |
| -------- | ---- | -------- |
| 2020/21  | 14   | 18       |

### コンチネンタルカップ個人総合
| シーズン | 順位 | ポイント |
| -------- | ---- | -------- |
| 2019/20  | 28   | 58       |
| 2020/21  | 25   | 63       |